# Brandão Monteiro
José Carlos Brandão Monteiro (Rosário, 30 de abril de 1938 – Rio de Janeiro, 29 de setembro de 1991) foi um advogado e político brasileiro.

## Biografia
Filho de Rufino Faustino Monteiro e Esther Brandão Monteiro. 
Funcionário do Banco do Brasil, iniciou sua carreira política no meio estudantil como diretor do jornal da União Brasileira dos Estudantes Secundaristas em 1958, chegando à presidência do Centro Acadêmico Cândido Mendes (1961) e à vice-presidência da União Nacional dos Estudantes (1962-1963). 
Formado em direito em 1964 pela Universidade Federal do Rio de Janeiro, atuou como advogado, foi membro do Instituto dos Advogados Brasileiros e professor da Universidade Estácio de Sá. Em 1980 foi um dos fundadores do Partido Democrático Trabalhista (PDT),e foi eleito deputado federal em 1982, afastando-se do cargo para assumir a Secretaria de Transportes no governo Leonel Brizola. retornando ao mandato para votar em Tancredo Neves no Colégio Eleitoral em 1985.
Reeleito deputado federal em 1986 e 1990, foi líder de sua bancada na Câmara dos Deputados, retornando depois ao cargo de secretário de Transportes no segundo governo Leonel Brizola,
Faleceu vítima de câncer no estômago.